# ميلا (فلم هندي 2000)
ميلا (بالإنجليزية: Mela) بالعربية معناه كرنفال هو فيلم ماسالا باللغة الهندية عام 2000 من إخراج دارميش دارشان وإنتاج جانيش جين . الفيلم من بطولة عامر خان وتوينكل خانا وفيصل خان في الأدوار الرئيسية. 
تم إصدار ميلا في 7 يناير 2000. لقد تلقى آراء متباينة من النقاد.

## حبكة
روبا سينغ هي الأخت الوحيدة لأخيها الجندي رام سينغ التي تعود إلى قريتها في تشاندانبور لترتيب زواجها على شكل كرنفال. لكن سعادة روبا لم تدم طويلاً حيث تعرضت القرية لمداهمة من قبل مجموعة من الإرهابيين بقيادة جوجار سينغ، الذي قتل سياسيًا زائرًا وانجذب إلى روبا. بينما يحاول جوجار الهروب مع روبا المذعورة، يأتي رام وصديق روبا الشاب جوبال لإنقاذها، لكن جوجار يقتلهما ويهدد روبا بأنها ستكون عشيقته فقط دون حب أخ أو حبيب. غاضبة ومنكسرة القلب، تحاول روبا الانتحار بالقفز في شلال، لكنها تنجو وبعد أن تعهدت بمواجهة وتدمير جوجار، تقوم بسرقة ملابس ممثل مسرحي يدعى كيشان، الذي يعمل مع صديقه المقرب شانكار.
أثناء بحثه عن ملابسه، يلتقي كيشان بروبّا ويقع في حبها، ويقرر أيضًا أن يجعل روبّا بطلة عرض الرقص الخاص بهم. مع عدم وجود خيار، تسافر روبا معهم وتحاول الهرب، لكنها تعود عندما تطاردها العصابة وضابط شرطة مخمور يدعى سوريندرا براتاب سينغ، وهو خطيبها المرفوض. يتم إنقاذ روبا على يد شانكار وكيشان، حيث تتظاهر بحبها لكيشان ويتفق الرجلان على مساعدتها في العودة إلى تشاندانبور. عندما علمت أن كيشان سيتزوجها، شعرت روبا بالذنب بسبب خيانتها وكشفت عن ماضيها. يصبح شانكار شقيقها بينما يشعر كيشان بالحزن ويغادر في اشمئزاز.
تعود روبا وشانكار إلى تشاندانبور، حيث يحشد شانكار القرية ويحاول نصب فخ لغوجار، الذي علم بنجاة روبا ويرعب القرية لمعرفة مكان وجودها. تتحول الأمور إلى نتائج عكسية حتى يعود كيشان مع شرطي موقوف يدعى باكاد سينغ. يتم إعادة نصب الفخ مع كرنفال آخر ويهاجم الإرهابيون كما هو مخطط له. يتم اختطاف روبا وكيشان وشانكار أثناء مطاردتهم ويتم نقلهم إلى مخبأ جوجار حيث يضطرون لمحاربته ومقاتلة رجاله. مع وصول قرويي شاندانبور، انتهى أمر رجال جوجار بينما يقتل كيشان جوجار بمساعدة شانكار وروبا. أثناء القيادة مع كيشان وروبا في أحد الأيام، يلتقي شانكار بشامباكالي حيث يراقبهما كيشان وروبا.

## طاقم الممثلين
- عامر خان في دور كيشان بياري
- توينكل خانا في دور روبا سينغ (تظاهرت بأنها رادا أمام كيشان)
- فيصل خان في دور شانكار شين
- تينو فيرما في دور جوجار سينغ
- أيوب خان في دور رام سينغ، شقيق روبا (ظهور خاص)
- جوني ليفر بدور المفتش باكاد سينغ (أطلق عليه كيشان اسم المفتش باكودا سينغ عن طريق الخطأ)
- نافنيت نيشان في دور بلبل، ساعي البريد
- أسراني في دور بانواري بانيا
- تيكو تالسانيا في دور موراري موخيا
- كافي كومار آزاد في دور الحارس المحذر
- شاراد سانكلا في دور الحارس المحذر
- أرشانا بوران سينغ في دور فيديافاتي، مغازلة القرية
- تانفي عزمي في دور والدة جوبال
- بارميت سيثي في دور سوريندرا براتاب سينغ (ظهور خاص)
- كولبوشان خارباندا وزيراً (ظهور خاص)
- ايشواريا راي في دور شامباكالي (ظهور خاص)
- فيجو خوتي في دور باتيل راو سينغ
- هاريش باتل في دور سيث شاندولال بوباتلال
- أنيرود أجراوال في دور كالي
- فيرو كريشنان في دور غونغرو
- أومكار كابور في دور جوبال، أفضل صديق لروبا (ظهور خاص)

## الموسيقى التصويرية
اقترب عامر خان من إيه آر رحمان وأقنعه بتأليف الموسيقى للفيلم، ولكن بسبب ضيق الوقت، رفض رحمان العرض.  تم تأليف الموسيقى بعد ذلك بواسطة 4 ملحنين، حيث قام أنو مالك ، وراجيش روشان ، وليزلي لويس بتأليف الأغاني، وقام سوريندر سودي بتأليف موسيقى الفيلم .
تعرضت أماكن الأغاني في هذا الفيلم لانتقادات شديدة، وخاصة الاستخدام المفرط لأغنية العنوان "ميلا ديلون كا". وقد اعتبرت كلمات الأغنية غير مناسبة لأنها متناقضة بطبيعتها.

### قائمة المسار
كل الألحان من تأليف أنو مالك.
| #  | عنوان                            | المدة |
| -- | -------------------------------- | ----- |
| 1. | "Mela Dilon Ka"                  | 03:36 |
| 2. | "Dekho 2000 Zamana Aa Gaya"      | 04:54 |
| 3. | "Dhadkan Mein Tum"               | 06:23 |
| 4. | "Durga Hai Meri Maa"             | 05:03 |
| 5. | "Kamariya Lachke Re"             | 06:02 |
| 6. | "Chori Chori Gori Se"            | 06:26 |
| 7. | "Mela Dilon Ka II" (Celebration) | 10:37 |
| 8. | "Mela Dilon Ka III"              | 07:28 |
| 9. | "Tujhe Rab Ne Banaya"            | 04:47 |

أعطى Sify الألبوم تقييم 3/5. 

## روابط خارجية
https://www.imdb.com/title/tt0232079/
- ميلا في IMDb